# كتيبة الإعدام (فلم)
تبدأ الأحداث في مدينة السويس، في يوم من أيام الصمود أثناء حصار السويس في أكتوبر 1973، راح العدو الإسرائيلي يجمع المعلومات عن رجال المقاومة الذين رفضوا هجر المدينة، وعن طريق أحد عملاء العدو الإسرائيلي فرج الأكتع عرفوا أن سيد الغريب هو الرجل الذي جمع حوله أبطال المقاومة، فوضعوا خطة عن طريق عميلهم للتخلص من سيد وابنه والآخرين معه أثناء الليل، ونجحت الخطة وقتلوا سيد وآخرين، ولم يبق حيا سوى حسن عز الرجال، لكن الشبهات تحوم حول حسن فيتهم بالتواطؤ مع العدو الإسرائيلى لقتل سيد وابنه، والاستيلاء على المبلغ الضخم لمرتبات قوات الجيش المصري، والتي كان سيوصلها سيد الغريب لرجاله، لكن ليس معه دليل على براءته، يسجن 14 عاما
يخرج حسن بعد قضاء فترة العقوبة، ولديه أمل واحد ان يبحث عن ابنه الوحيد هانى ليثبت براءته، لكنه لا يجد الزوجة ولا الابن، تبحث نعيمة ابنة سيد الغريب عن قتلة أبيها، تلاحق الشرطة حسن. يقوم الضابط يوسف بتعذيب حسن. لكنه لا يعترف بشئ، وفي النهاية تعرف نعيمة أن الأكتع الذي كان يعيش في السويس عينا للعدو الإسرائيلي على رجال المقاومة، وكان سببا في موت الشهيد سيد وابنه، وحصل على ثمن خيانته من أموال الجنود، وأصبح الأكتع من كبار رجال الأعمال ومعروفا باسمه الحقيقى عزام أبو خطوة، يتأكد الضابطان يوسف وكمال من براءة حسن ويقفان إلى جانبه وإلى جانب نعيمة الباحثة عن قتلة أبيها وأخيها، وفي لحظة واحدة يطلق الأربعة حسن ونعيمة والضابطان يوسف وكمال رصاص مسدساتهم على العميل الذي باع رجال المقاومة للإسرائيليين.

## البطولة
| - نور الشريف: حسن عز الرجال - معالي زايد: نعيمة الغريب - ممدوح عبد العليم: الضابط يوسف - شوقي شامخ: الضابط كمال - سلوى خطاب: رضا - عزيزة راشد: شفاعات - أحمد خليل: الضابط عدلي | - علا رامي: الضابط إلهام - عبد الله مشرف: فرج الأكتع (عزام أبو خطوة) - شادية عبد الحميد: مشيرة زوجة حسن عز الرجال - إبراهيم الشامي: سيد الغريب - عدوى غيث: أخو سيد الغريب - سميرة محسن: بثينة - سيد عبد الكريم: عبد الصادق | - حسن حسين: الرجل الغامض - شريف العربي: ولد حسن عز الرجال - صلاح عبد الله: عامل اللوكاندة سئ السمعة - فايق عزب - زياد مكوك - عايدة فهمي - عبد الله حفني |

## روابط خارجية
- مقالات تستعمل روابط فنية بلا صلة مع ويكي بيانات